# Luxus-Schleuser-Affäre
Bei der sogenannten Luxus-Schleuser-Affäre (auch China-Schleuser-Affäre) sollen sich wohlhabende Ausländer über eine Schleuserbande, zu denen auch Behördenmitarbeiter gehören sollen, Aufenthaltsgenehmigungen für Deutschland kaufen können. Es wird in gut 300 Fällen ermittelt. Die Vorwürfe lauten banden- und gewerbsmäßiges Einschleusen von Ausländern sowie auf Bestechung und Bestechlichkeit von Mitarbeitern lokaler Behörden.
Im Mittelpunkt der Affäre steht ein Kölner Unternehmen, das sich mehrheitlich im Besitz der beiden hauptbeschuldigten Rechtsanwälte befindet. Beide sollen ihre Dienste zur illegale Beschaffung von Aufenthaltsgenehmigungen für Deutschland offen angeboten haben. Sie sollen dabei Sonderregelungen für ausländische Fachkräfte ausgenutzt haben und so unter Verwendung von Arbeitsverträgen bei eigens gegründeten Scheinfirmen, fingierten Lohnzahlungen und Scheinwohnsitzen Hunderte reicher Kunden, hauptsächlich aus China und dem Oman, illegal mit deutschen Aufenthaltstiteln versorgt haben und dazu Helfer und Mitwisser in den Behörden bestochen haben. Mitte April 2024 durchsuchten rund tausend Polizeibeamte nach jahrelangen Ermittlungen schließlich Objekte in acht Bundesländern. Im Mai 2025 nahm die Bundespolizei nach weiteren Razzien in neun Bundesländern drei Personen fest.

## Verlauf
Bereits 2014 gab es hinweise darauf, dass in Düren Scheinwohnsitze für Chinesen durch die Hauptbeschuldigten, Rechtsanwalt Claus Brockhaus und Johannes D. mit Generalvollmachten erworben worden sind. Es sollen etwa zwanzig Häuser gekauft worden sein, jedoch wurden diese bis heute nicht bezogen. Die Briefkästen seien teilweise mit chinesischen Namen versehen. Ab dem Frühjahr 2018 nahmen Jens Bröker mit Wolfgang Spelthahn und Brockhaus an mehreren Reisen nach China teil, um für den Wirtschaftsstandort Düren zu werben. Ende 2018 empfingen Bröker und Spelthahn auch eine Delegation aus China im Kreis Düren. Ebenfalls Ende 2018 zeigten sich Brockhaus, Bröker, und Spelthahn öffentlich beim Eintrag einer chinesischen Schauspielerin, die sich in das Goldene Buch des Kreises Düren eingetragen hat, nachdem sie dorthin gezogen war.
Nach mehreren Jahren Ermittlungen durch die Staatsanwaltschaft Düsseldorf kam es am 17. und 18. April 2024 zu einer bundesweiten Razzia, bei der über 1000 Polizeibeamte mehr als 200 Objekte in Nordrhein-Westfalen, Schleswig-Holstein, Hamburg, Berlin, Hessen, Rheinland-Pfalz, Baden-Württemberg und Bayern durchsucht worden sind. Insgesamt soll die Bande, zu der mittlerweile mehr als 200 Beschuldigte zählen, über 350 Personen illegal zu Aufenthaltstiteln verholfen haben.
Am 21. Mai 2025 führte die Bundespolizei Razzien in etwa 40 Objekten in neun Bundesländern durch und nahm in diesem Zusammenhang drei Personen in Schleswig-Holstein fest.

## Beteiligte/Beschuldigte
Claus Brockhaus aus Köln, Rechtsanwalt mit eigener Kanzlei für Gesellschaftsrecht, Immobilienrecht und Ausländerrecht in Frechen gilt als mutmaßlicher Kopf des Netzwerkes. Er hat bereits in der Vergangenheit Webinare zur Erlangung von Aufenthaltstiteln gegeben. Brockhaus ist Mitglied der CDU und pflegte Kontakte zur Landesregierung, unter anderem Oliver Krischer (Bündnis 90/Die Grünen), Bernd Schulte (CDU), Ina Scharrenbach (CDU) und Herbert Reul (CDU). Brockhaus ist oder war Geschäftsführer einiger Unternehmen. Er ist beim Lobbyregister des Landtags Sachsen-Anhalt sowie dem Lobbyregister für die Interessenvertretung gegenüber dem Deutschen Bundestag und der Bundesregierung eingetragen.
Mit seinen Aussagen während der Vernehmungen im Mai 2024 habe Brockhaus neben dem Dürener Landrat Spelthahn auch den ehemaligen Ausländerdezernenten Dirk Hürtgen (CDU) sowie dessen Nachfolgerin Sybille Haußmann (Grüne) belastet.

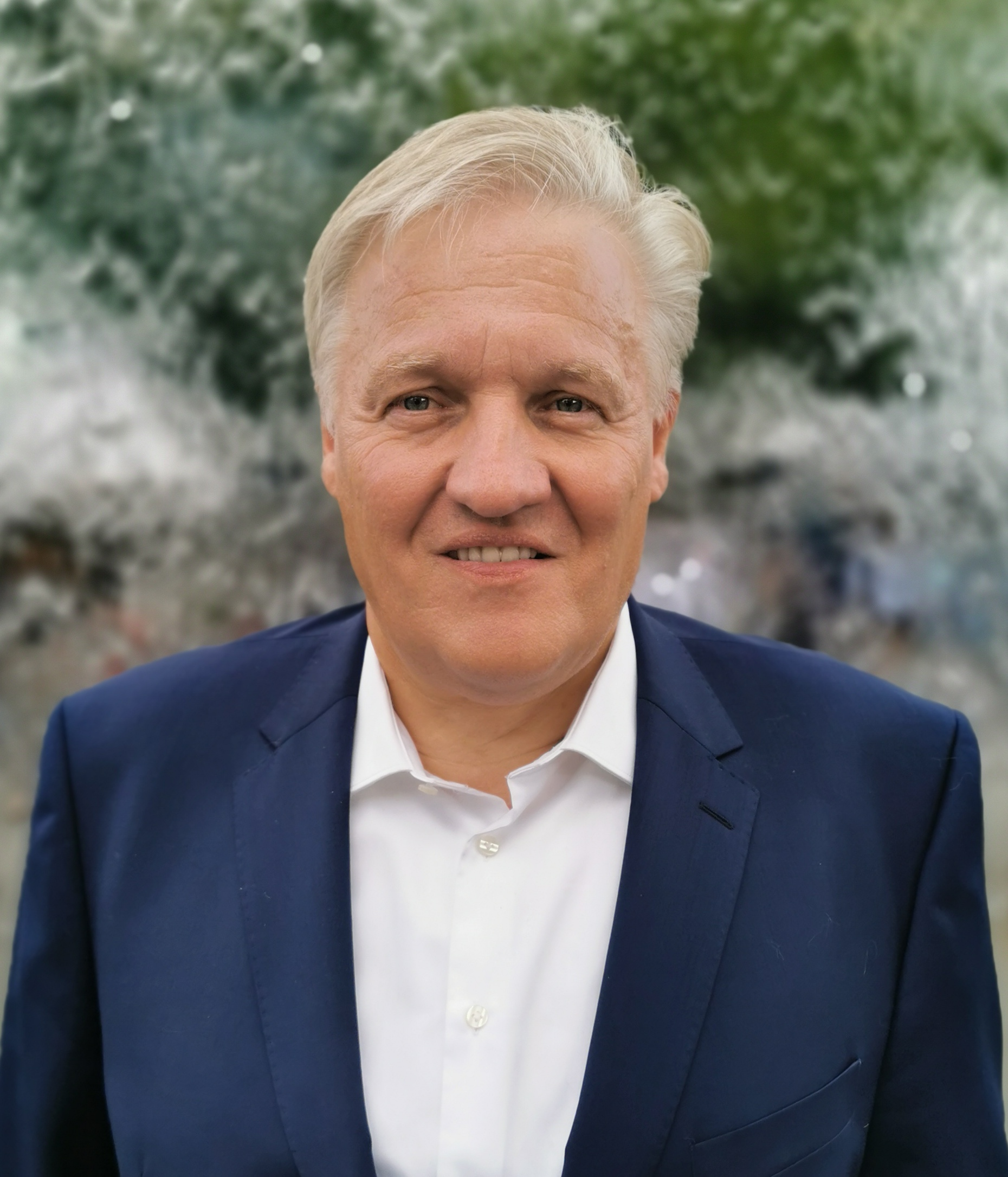
Der Dürener Landrat Wolfgang Spelthahn wurde im Zusammenhang mit den Ermittlungen im November 2024 vom Dienst suspendiert.

### Kreis Düren
Jens Bröker, ehemaliger Unterbezirksgeschäftsführer bei der SPD, Landratskandidat 2004 und 2009, Geschäftsführer der Entwicklungsgesellschaft indeland und Referatsleiter Wandel und Entwicklung beim Kreis Düren wird eine Schlüsselrolle bei der Vermittlung von Aufenthaltstiteln zugesprochen. Er wurde im Zuge der Razzia im April 2024 verhaftet und hat in der Untersuchungshaft gestanden, seit 2018 etwa 300.000 Euro Bestechungsgelder erhalten zu haben, um positiven Einfluss bei der Ausländerbehörde sowie Landrat Wolfgang Spelthahn auszuüben. Mit seinen Aussagen im Juli 2024 belastete er Wolfgang Spelthahn, Landrat des Kreis Dürens (CDU) und Präsident des 1. FC Düren schwer. Der Landrat soll von den Vorgängen gewusst und ebenfalls Bestechungsgelder erhalten haben. Auch der Fußballclub, dessen Trikotsponsor eine Firma von Claus Brockhaus war, soll laut Brökers Aussage von den Schleusergeldern profitiert haben. Daraufhin wurden bei einer erneuten Razzia im Juli 2024 sowohl Privaträume, einschließlich einer Villa am Ammersee, als auch die Dienststelle von Spelthahn durchsucht.
Bröker wurde noch während der Untersuchungshaft als Geschäftsführer der Indeland wegen Abwesenheit abberufen und später fristlos gekündigt. Der Kreis Düren hat Bröker fristlos und ordentlich gekündigt, die fristlose Kündigung wurde von Bröker erfolgreich angefochten.
Die Bezirksregierung Köln enthob Spelthahn im Oktober 2024 vorläufig seines Dienstes. Das Ministerium für Heimat, Kommunales, Bau und Digitalisierung des Landes Nordrhein-Westfalen setzte durch Verfügung an seiner Stelle einen Beauftragten ein, wogegen der Kreis Düren erfolglos klagte. Laut Bericht des Rechnungsprüfungsamtes des Kreises Düren habe das Ausländeramt im Zusammenhang mit 80 vergebenen Aufenthaltstiteln innerhalb der letzten Jahre Warnungen von anderen Behörden wie der Bundespolizei dem Hauptzollamt sowie anderen Ausländerbehörden erhalten. Jedoch wurden trotz der Warnungen die Fälle nicht genauer geprüft und weiter Aufenthaltstitel ausgestellt. Der Kreis Düren hat in der Affäre die meisten Aufenthaltstitel ausgestellt.
Im Juni 2025 wurde bekannt, dass ebenfalls gegen den Allgemeinen Vertreter des Landrates und Dezernatsleiter, Peter Kaptain (CDU), sowie weitere Mitarbeiter der Kreisverwaltung, von denen vier nicht mehr im Dienst sind, ermittelt wird. Kaptain bestreitet die Vorwürde, obwohl er in Unterlagen des Kommunalministeriums zu den Beschuldigten gezählt würde. Damit wurde auch begründet, warum nicht Kaptain Spelthahn nach dessen Suspendierung vertreten hat, sondern der Landesbeauftragte Ferdinand Aßhoff durch das für Kommunales zuständige Landesministerium bestimmt wurde. Die Ermittlungen gegen den zwischenzeitlich pensionierten Kaptain wurden wegen des Verdachtes auf Parteiverrat geführt und von der Staatsanwaltschaft Düsseldorf mangels hinreichenden Tatverdacht eingestellt.

### Krefeld
Nach einer Razzia im Januar 2025 in Krefeld wurde der Unternehmer Jörg K. verhaftet. Nach dessen Frau Hong K., die nicht angetroffen wurde, wurde seitdem mit einem internationalen Haftbefehl gefahndet. Im Zusammenhang mit der Schleuseraffäre sollen die beiden Investitionsgelder in Höhe von 5,6 Millionen veruntreut haben. Laut Staatsanwaltschaft Düsseldorf soll das Ehepaar über Claus Brockhaus Kontakt zum 1. FC Düren gehabt haben, das Paar habe dem Verein ein Darlehen über 150.000 Euro gewährt. Beide betrieben unter anderem die German Sino Education Group, zu dessen Beirat Rudolf Scharping zählen soll, Hong K. ist über die  XINDA Beteiligungs GmbH an Scharpings Beratungsunternehmen, der RSBK AG, beteiligt. Jörg K. hielt 2021 und 2022 Vorträge auf der Deutsch-Chinesischen Wirtschaftskonferenz, die von Scharpings Unternehmen veranstaltet wird.

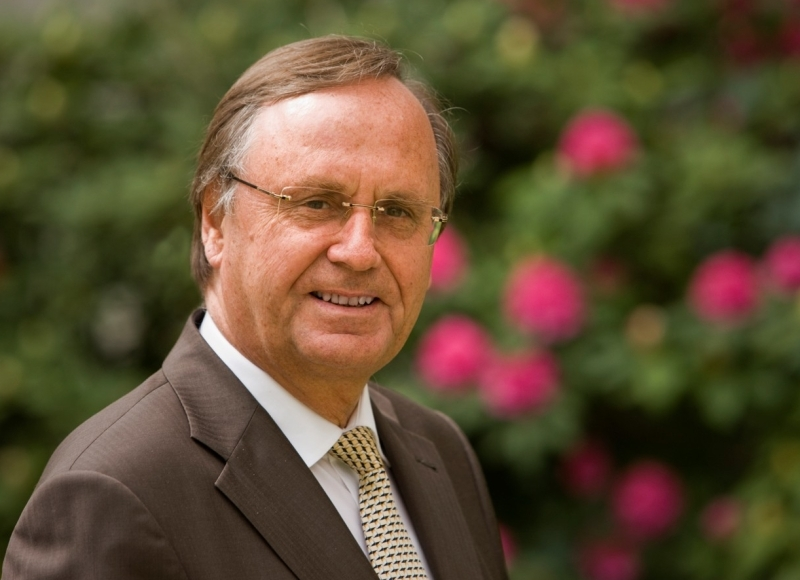
Ex-Landrat Werner Stump, dessen Hotel für Feiern des Hauptbeschuldigten zur Verfügung stand.

### Rhein-Erft Kreis
Werner Stump (CDU), Landrat von 1999 bis 2013 im Rhein-Erft-Kreis und Betreiber des Hotels Villa Sophienhöhe, in der unter anderem eine Firmenfeier der Kanzlei von Brockhaus stattgefunden hat, soll laut Ermittlern an der Affäre beteiligt sein. Mit den Geldern aus dem Schleusertopf soll das Hotel finanziell unterstützt worden sein. Mehrere regionale CDU-Kreisverbände sollen von Claus Brockhaus zwischen 2020 und 2023 Spenden erhalten haben, darunter auch die CDU im Rhein-Erft Kreis mit 12.500 Euro.

### Rheinisch-Bergischer Kreis
Die CDU im Rheinisch-Bergischen Kreis, dessen Vorsitzender der Innenminister des Landes Nordrhein-Westfalens, Herbert Reul ist, hat knapp 30.000 Euro Wahlkampfspenden von Claus Brockhaus erhalten. Reul soll dessen Beraterfirma seit langem kennen, in persönlichen Gesprächen habe Brockhaus Reul seine Unterstützung zugesagt. Reul habe jedoch erst durch die Berichtserstattung von den Vorgängen um die Aufenthaltsgenehmigungen Kenntnis erlangt.

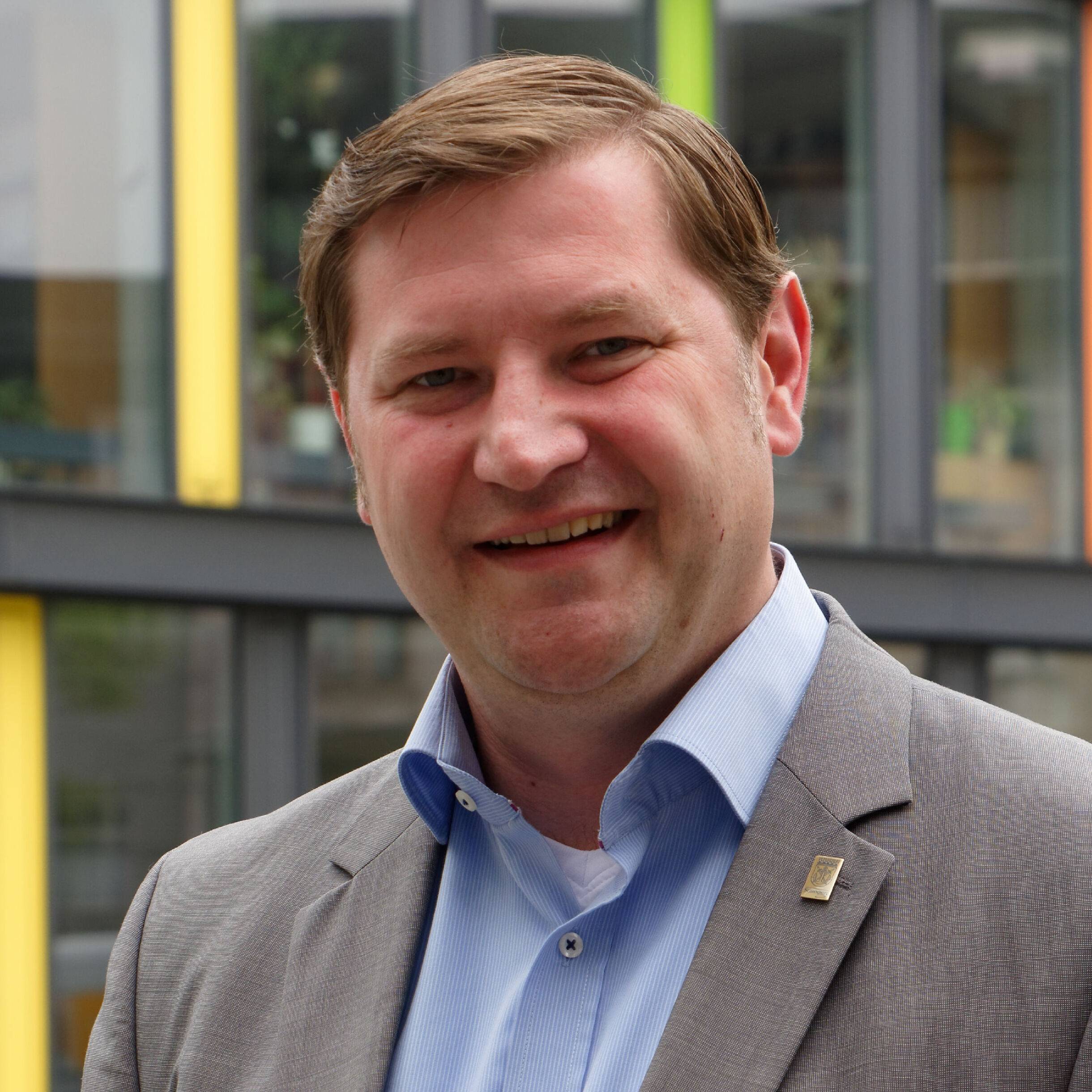
Solingens Oberbürgermeister Tim Kurzbach steht im Verdacht, in den Schleuserring verwickelt zu sein.

### Solingen
Die Solinger Stadtverwaltung bestätigte im Juni 2024, dass gegen Oberbürgermeister Tim Kurzbach (SPD) und Ordnungsdezernent Jan Welzel (CDU) ermittelt wird. Unter anderem sollen Parteispenden an die SPD aus den Jahren 2019 und 2020 in Zusammenhang mit der Affäre stehen. Welzel soll durch einen der Hauptverdächtigen belastet werden.
Der Geschäftsführer der Wirtschaftsförderung, Frank Balkenhol, wurde im Mai 2024 frei gestellt und im März 2025 fristlos gekündigt. Die Wirtschaftsförderung Solingen war ebenfalls bei der Razzia im April 2024 durchsucht worden.

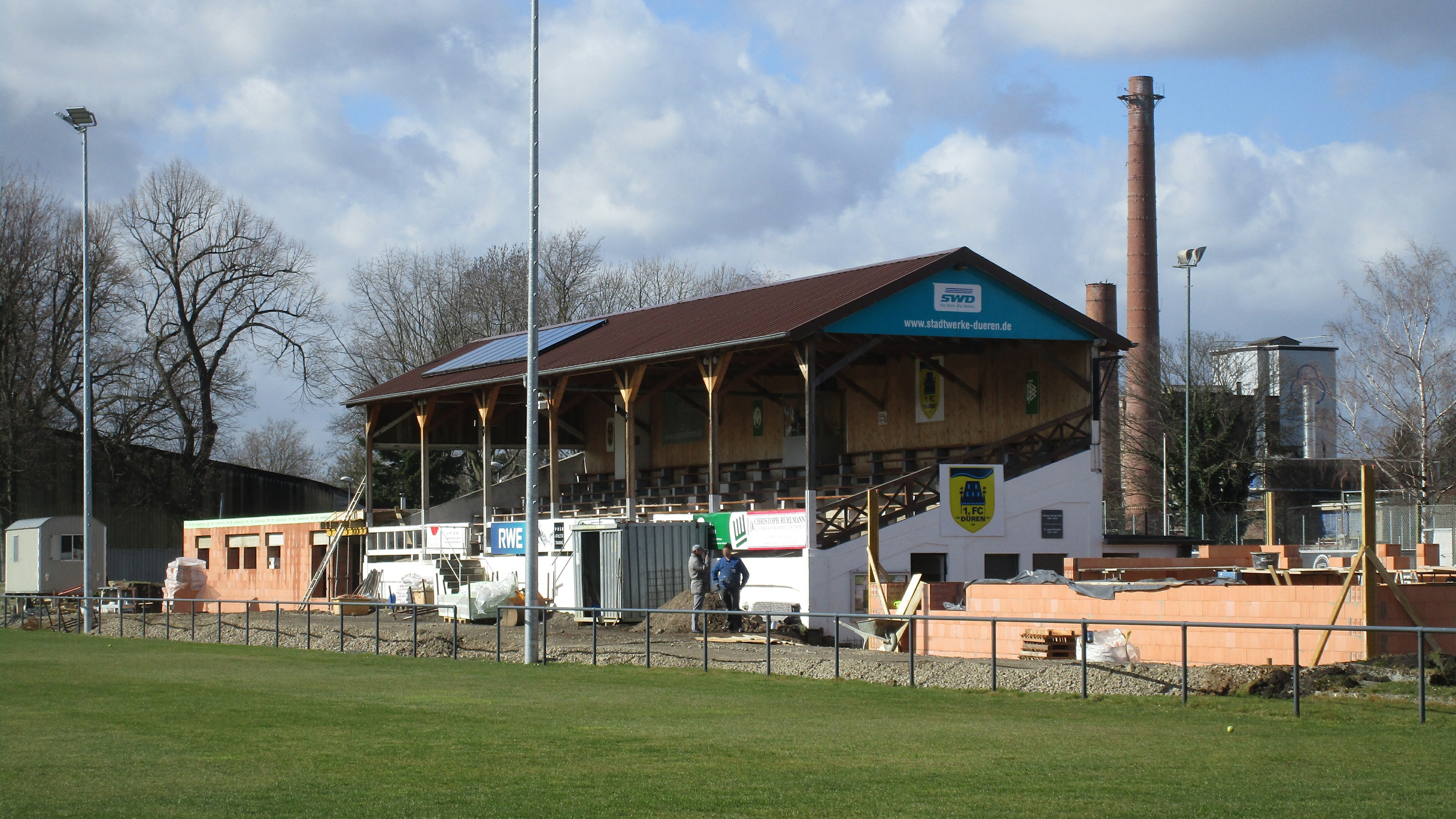
Die Westkampfbahn des 1. FC Düren – der Verein wurde vom Kopf des Schleuserrings gesponsert.

### 1. FC Düren
Nachdem bereits gegen Präsident Wolfgang Spelthahn ermittelt worden war, nahm die Staatsanwaltschaft ihre Untersuchungen im Umfeld des 1. FC Dürens auf. Zwischen dem mutmaßlichen Kopf des Schleuserringes, Claus Brockhaus, bestand eine Verbindung zum Verein, da eines seiner Unternehmen Trikotsponsor des Clubs in der Saison 2022/2023 war. Etwa 150.000 Euro an Sponsorengeldern sollten laut Staatsanwaltschaft Düsseldorf von dem Krefelder Unternehmerpaar Jörg und Hong K. aus Schleusergeldern stammen. Im März 2025 meldete der Verein Insolvenz an.

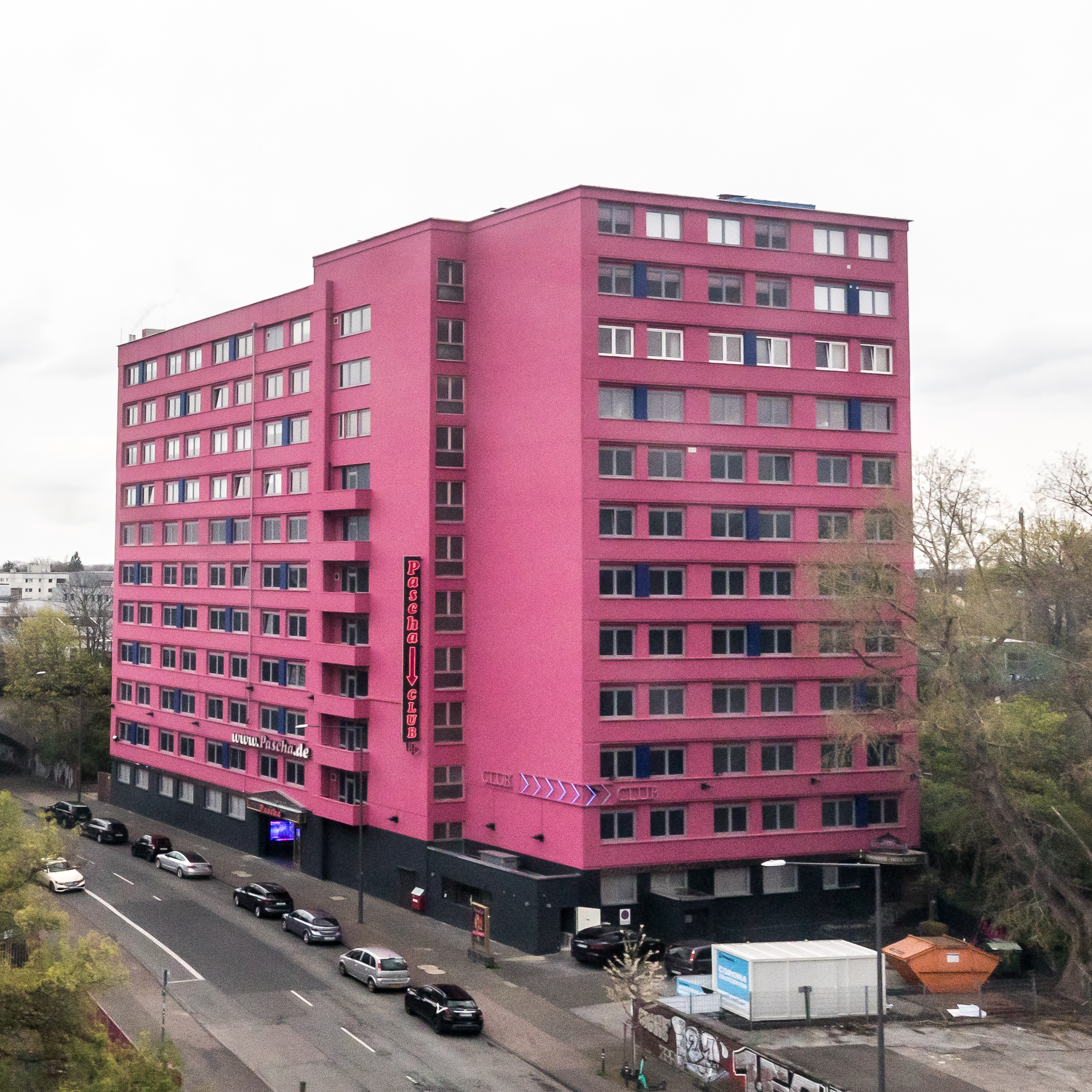
Kölner Laufhaus Pascha ist seit 2021 im Besitz einer chinesischen Investorin.

### Pascha
Im Rahmen der Ermittlungen wurde im Juli 2024 das Kölner Bordell Pascha von der Staatsanwaltschaft Düsseldorf beschlagnahmt. Das Bordell wurde 2021 nach Insolvenz von einer chinesischen Investorin erworben. Claus Brockhaus war an Vermittlung und Kauf des Laufhauses beteiligt, deren Finanzierung die Volksbank Köln Bonn zum Teil übernommen hat. Etwa 1,27 Mio. Euro für Kauf und Sanierung des Gebäudes sollen laut Beschlagnahmebeschluss vom 25. Juli aus Geldern, die im Rahmen der Affäre für die Vermittlung von Aufenthaltserlaubnissen gezahlt wurden, stammen.